# Конрад Аденауер
Конрад Херман Јозеф Аденауер (Келн, 5. јануар 1876 — Бад Хонеф, 19. април 1967) био је немачки политичар и први послератни канцелар Немачке од 1949. до 1963. године. Успешно се залагао за обуставу денацификације и извео је Западну Немачку из рушевина Другог светског рата и од ње направио продуктивну и просперитетну државу која је успоставила блиске односе са Француском, Великом Британијом и САД. За време његове владавине Западна Немачка је постала демократска и стабилна држава са међународним угледом и економским просперитетом (Немачко економско чудо). Био је први лидер Демохришћанске уније (ЦДУ), а Демохришћанска странка је под његовим вођством постала најутицајнија странка у земљи.
Аденауер, који је био канцелар до своје 87. године, назван је Der Alte (стари). Према британском историчару Роју Џенкинсу он је „најстарији државник икада који је изабран на неку функцију”. Противречио је својим годинама интензивним радним навикама и невероватним политичким инстинктом. Залагао се за широку визију тржишта базираним на основама либералне демократије и антикомунизма. Као изузетно вешт политичар, Аденауер је био дубоко посвећен прозападној оријентацији спољне политике Западне Немачке и њеном враћању на светску сцену. Радио је на обнови западнонемачке привреде од разарања Другог светског рата и био је на челу немачког економског чуда. Поново је успоставио немачку армију (Бундесвер) 1955. године и обновио односе са Француском, што је омогућило економско уједињење западне Европе. Аденауер је представљао оштрог противника Источне Немачке и увео је Западну Немачку у НАТО. За време његовог мандата, Западна Немачка је постала чврст савезник Сједињених Америчких Држава.
Као велики римокатолик, био један од водећих чланова Странке центра за време Вајмарске Републике. Такође, вршио је функцију градоначелника Келна (1917—1933) и био председник Пруског државног савета (1922—1933).

## Биографија

### Младост и образовање
Конрад Аденауер је рођен 5. јануара 1876. године, као треће од петоро деце из брака Јохана Конрад Аденауера (1833—1906) и његове супруге Хелене (1849—1919) у Келну у Пруској. Његови браћа и сестре су били Аугуст (1872—1952), Јоханс (1873—1937), Лили (1879—1950) и Елизабет, која је умрла убрзо након рођења 1880. године.
Године 1894. матурирао је и почео да студира право и политику на универзитетима у Фрајбургу, Минхену и Бону. Две године касније, 1896. године, када је имао 20 година, био је регрутован у Немачку војску, али није прошао физички преглед због хроничних респираторних проблема које је имао још од самог детињства. Дипломирао је 1900. године, а потом је радио као правник у суду у Келну.
Аденауер је посебно волео да се релаксира играњем италијанске игре боћање и након повлачења из политике је проводио доста времена играјући ову игру, а његово омиљено место за одмор било је Каденабиа у Италији.

### Лидер у Келну
Као велики католик, он се придружио Партији центра 1906. године и био је изабран у Градско веће Келна у истој години. Године 1909. постао је заменик градоначелника Келна, који је у то време био индустријска метропола са популацијом од 635.000 становника.
Аденауер је био на челу Келна током Првог светског рата и радио је на остваривању блиске сарадње са војском како би се повећала улога града као позадинске базе за снабдевање и превоз ка Западном фронту. Он је посебну пажњу посветио цивилном снабдевању храном, омогућавајући становницима да избегну најгоре последице рата које су погодиле већину немачких градова током 1918—19. Уочи пада старог режима и константне претње од избијања револуције крајем 1918. године, Аденауер је успео да одржи контролу над Келном користећи свој добар радни однос са социјалдемократама. У говору 1. фебруара 1919. Аденауер је позвао на расформиравање Пруске и залагао се да Пруска постане нова аутономна јединица у оквиру Немачког Рајха. Међутим, и Рајх и пруска влада били су потпуно против Аденауерових планова за разбијање Прусије.
Конрад Аденауер је био градоначелник Келна и за време послератне британске окупације. Успоставио добре радне односе са британским војним властима, користећи их да неутралише радничке и војничке савете који су постали основа моћи левог крила градске опозиције. У току Вајмарске Републике, био је председник Пруског државног савета у периоду 1921—33. Од 1906, главна расправа унутар Партије центра била је по питању да ли Партија треба да дозволити протестантима да се придруже њиховој партији и да тиме Партија центра постане мултирелигијска партија или да се настави са тим да Партија буде чисто католичка партија. Аденауер био је један од водећих заговорника за присаједињење са протестантима, што је довело до драматичног сукоба између њега и кардинала Михаел вон Фаулхабера 1922. године када је чак кардинал јавно опоменуо Аденауера што жели да Центар препусти протестантима.
Средином октобра 1923. године, канцелар Густав Штреземан је најавио да ће Берлин прекинути све финансијске исплате у Рајнској области и да ће нова Рентенмарка, која је заменила до тада готово безвредну Марку, од сада бити у оптицају у Рајнској области. Да би сачувао Рајнску економију, Аденауер је отворио преговоре са Француским Високим комесаром Паулом Тирардом крајем октобра 1923. у којима се предвиђало да Рајнска република уђе у неку врсту економске заједнице са Француском којом би се постигло француско-немачко помирење. Овај пројекат је Аденауер назвао „Велики пројекат”. Конрад Аденаур је био велики заговорник рајнског сепаратизма. Залагао се да Рајнска област буде у оквиру Немачког царства али одвојена од Пруске. На крају, Аденауерови планови су пали у воду зато што је канцелар Густав Штреземан успео да се сам избори против „Великог пројекта” за који је сматрао да је велика издаја Немачког царства.
Партија центра је 1926. године предложила Аденауера за место канцелара. Међутим, иако је и сам Аденауер био врло заинтересован за ово место, на крају је ова опција категорички одбачена када је Немачка народна странка поставила за један од услова за улазак у коалицију под Аденауеровим вођством да Густав Штреземан остане на месту министра спољних послова. Аденауер, који је сматрао да је Штраземан сувише пруски оријентисан, одбацио је тај услов, што је означило крај његове шансе да постане канцелар 1926. године.

### Године током нацистичке власти
Изборни добици Нацистичке партије на општинским, државним и националним изборима у 1930. и 1932. били су значајни. Аденауер као градоначелник Келна и председник Пруског државног савета, и даље је веровао да ће побољшања у националној економији учинити да његова стратегија проради: игнорисати нацисте и концентрисати се на комунистичку претњу. Аденауер је мислило да нацисти треба да буду део Пруске и Рајх владе на основу изборних резултата, чак и онда када је већ био мета интензивних личних напада. Међутим, у политичком маневрисању око остарелог председника Хинденбурга, нацисти су изашли као победници и дошли на власт 30. јануара 1933.
До почетка фебруара Аденауер је коначно схватио да су све приче и сви покушаји компромиса са нацистима били узалудни. Градско веће Келна и пруски парламент су распуштени; 4. априла 1933. званично је разрешен градоначелничке функције и његови банковни рачуни су замрзнути.
Био је затворен два дана након Ноћи дугих ножева 30. јуна 1934, али је већ 10. августа 1934, преговарајући за своју пензију, он написао писмо од десет страница Херману Герингу наводећи, између осталог, да је као градоначелник чак прекршио Пруске законе како би се омогућио Нацистичкој партији да организује догађаје у јавним зградама и да би омогућио истицање нацистичких застава на градским копљима, и додао да је 1932. јавно говорио да нацисти треба да уђу у владу Рајха као странка са највећом улогом. Заиста, крајем 1932. године, Аденауер је захтевао заједничку владу његове Партије центра и нациста.
Током наредне две године, Аденауер је често мењао резиденције из страха од одмазде против њега. Уз помоћ адвоката у августу 1937. године успео је да обезбеди пензију; добио је новчану накнаду за своју кућу, коју је преузео град Келн, а његова неисплаћена хипотека, казне и порези су укинуте. После неуспелог атентата на Хитлера 1944. године, био је затворен по други пут као противник режима. Аденауер се након овога разболео и касније се захвалио и одао признање Еугену Зандеру, бившем општинском раднику у Келну и припаднику комуниста, зато што му је спасио живот. Наиме, Еуген Зандер, припадник Капо јединица радног логора у близини Бона, открио је да је име Аденауер на листи за депортацију на Исток и успео да издејствује да он буде примљен у болницу. Аденауер је касније поново ухапшен, али услед недостатка било каквих доказа против њега, пуштен је из затвора у новембру 1944. године.

### После Другог светског рата и оснивање ЦДУ
Убрзо након завршетка рата, америчке окупационе снаге поново постављају Аденауера за градоначелника Келна, који је био тешко бомбардован за време рата. Међутим, након што је град био пребачен у британску окупациону зону, управник британске војне власти, генерал Џералд Темплер, разрешио је Аденауера због неспособности у децембру 1945. Вероватни разлог за то је то што је Аденауер сматрао да Немци треба да имају једнака права као савезници, док Британци нису делили овакво мишљење, што је резултирало његовим уклањањем.
Након што је отпуштен, Аденауер се посветио изградњи нове политичке странке Хришћанско-демократске уније (ЦДУ), за коју се надао да ће бити прихваћена и од стране протестаната и од стране римокатолика, и да ће на тај начин остварити своју дугогодишњу идеју да у једној партији окупи и римокатолике и протестанте. Према Аденауеру, формирање партије у којој ће бити заступљени само римокатолици би довело до тога да једна партија поново доминира против осталих демократских странака. У јануару 1946. године, Аденауер је иницирао политички скуп будућег ЦДУ у британској зони на коме је он био неформално потврђен за партијског лидера. Аденауер је постао лидер скоро по аутоматизму. Током Вајмарске Републике, Аденауер је често посматран као будући канцелар и после 1945. године, његови захтеви за вођством били још јачи.
Сагледавајући своју прошлост као католички канцелар Рајнске области који се дуго противио „Пруском закону”, Аденауер је веровао да је „Прусијанизам” главни узрок национал-социјализма, и да само удаљавање од прусијанизма може од Немачке начинити демократску државу. У писму из децембара 1946. Аденауер је написао да је Пруска држава почетком 19. века поставила начело „да је она Држава-Бог” који вреднује државну власт над правима појединаца. Одбојност Аденауера према Прусији чак га је навела да се супротстави да Берлин буде будућа престоница. Аденауеров поглед на немачку историју, са национал-социјализмом као природним изданком Прусијанизма, оштро је био у супротности са погледом лидера Социјалдемократа Курта Шумахера, који је видео националсоцијализам као природни изданак капитализма. Ова два радикално различита виђења недавне немачке историје водила су Аденауера и Шумахера опет да предложе веома различита решења за бољу будућност. За Шумахера, протеривање националсоцијализма значило је замену капиталистичког система социјалистичким системом, док је за Аденауера истеривање националсоцијализма значило чишћење прусијанизма.
Аденауер је сматрао да ће се најважнија битка у послератном свету десити између снага хришћанства и марксизма, посебно комунизма.

### Канцелар Западне Немачке

#### Прва влада
Први избори за Бундестаг Западне Немачке после Другог светског рата одржани су 15. августа 1949. На њима се Демохришћанска унија појавила као најјача странка. Постојале су две сукобљене визије о будућности Немачке — Аденауер и његов главни ривал, лидер Социјалдемократске партије Курт Шумахер. Аденауер је пропагирао интегрисање Западне Немачке са другим западним државама, посебно са Француском и Сједињеним Америчким Државама у циљу борбе против комуниста у Хладном рату, па чак и ако је цена тога био наставак поделе Немачке. Шумахер с друге стране, иако анти-комуниста, желео је да види јединствену, социјалистички и неутралну Немачку. Сходно својим идејама, Аденауер је био за улазак у НАТО, док се Шумахер томе снажно противио.
Председник Странке слободних демократа Теодор Хојс изабран је за првог председника Савезне Републике Немачке, а Конрад Аденауер је изабран је за канцелара (председника владе) 15. септембра 1949. године, уз подршку своје партије Демохришћанске уније — ЦДУ, Хришћанско-социјалне уније — ЦСУ, Странке слободних демократа — ФДП и десно оријентисане Немачке партије. Говорило се да је Аденауер изабран за канцелара „са већином од само једног гласа — свог”. Будући да је тада имао 73 године, мислило се да ће Аденауер бити само формално канцелар. Међутим, он ће се на овој функцији задржати 14 година, и то током периода који се простирао током прве фазе Хладног рата. Током овог периода, послератна подела Немачке је ојачана успостављањем две одвојене немачке државе, Савезне Републике Немачке (Западне Немачке) и Немачке Демократске Републике (Источне Немачке).
У контроверзном избору за „привремену престоницу” Савезне Републике Немачке, Аденауер се више залагао за Бон у односу на Франкфурт на Мајни. Британци су пристали да одвоје Бон из своје зоне окупације и да претворе овај простор у аутономну регију под немачким суверенитетом; са друге стране, Американци нису били спремни да дају исте гаранције за Франкфурт.
Као канцелар, Конрад Аденауер је све главне одлуке углавном доносио сам, што је чинило његове министре само пуким продужецима његовог ауторитета. Иако је ова тенденција смањена за време његових наследника, створена је слика Западне Немачке (и касније уједињене Немачке) као „канцеларске демократије”.
У говору 20. септембра 1949. године, Аденауер је осудио цео процес денацификације који су спроводиле савезничке војне власти, најављујући у истом говору доношење закона о амнестији за нацистичке ратне злочинце. Аденауер је тврдио да ће наставак денацификације довести до „повећања екстремног национализма” међу милионима који су подржавали нацистички режим јер ће се они сматрати искљученим из немачког живота заувек.
Аденауерова влада је одбила да прихвати Одра-Ниса линију као немачку источну границу. То одбијање је у великој мери било мотивисано жељом да победи критике прогнаних и десничарски оријентисаних националиста, због чега је подржао Heimatrecht, односно право прогнаних да се врате својим домовима. Незванично, Аденауер је знао да су немачке источне покрајине заувек изгубљене.
Петерсберг споразумима из новембра 1949. године је остварио неке од првих повластица савезника, као што је смањење броја фабрика које је требало да буду распуштене, али је са друге стране нарочито његов уговор да се оформи Међународна управа за Рур доживео оштре критике. У наредним расправама у парламенту Аденауер наводи:
Савезници су ми рекли да ће демонтажа фабрика бити заустављена само ако задовољим њихову жељу за безбедношћу, да ли Социјалистичка партија жели да се уништавање фабрика настави све до горког краја?
Лидер опозиције Курт Шумахер је одговорио на ово тако што је назвао Аденауера „канцеларком савезника”, оптужујући га да ставља добре односе са Западом због Хладног рата испред немачких националних интереса.
Након годину дана преговора, Париски споразум је потписан 18. априла 1951. године којим је оснивана Европска заједница за угаљ и челик. Споразум је од самог старта био непопуларан у Немачкој, где је виђен као француски покушај да се преузме немачка индустрија. Услови споразума су били повољни за Французе, али за Аденауера једино што је било важно је европска интеграција. Аденауеру је било веома значајно да се Британија придружи Европској заједници за угаљ и челик, јер је веровао да би на већем слободном тржишту Британци представљали противтежу Французима. Да би се постигао тај циљ Аденауер је посетио Лондон у новембру 1951. године како би се састао са британским премијером Винстоном Черчилом. Међутим, Черчил је одговорио да се Британија неће придружити Европској заједници за угаљ и челик, јер би то значило жртвовање односа са САД и Комонвелтом.
Од почетка свог канцеларовања, Аденауер је био под константним притиском по питању немачког наоружавања. Након избијања Корејског рата 25. јуна 1950. године, САД и Британија су се сложиле да се Западна Немачка мора поновно активирати по питању одбране западне Европе од могуће совјетске инвазије. Даљи допринос кризи 1950. била је ратоборна реторика лидера Источне Немачке Валтера Улбрихта, који је говорио да је уједињење Немачке под комунистичком влашћу неизбежно. У страху од поновног немачког наоружавања, француски премијер Рене Плевен предложио је „Плевенов план” у октобру 1950. године, према којем би Савезна Република Немачка имала своје војне снаге у оквиру оружаног крила мултинационалне Европске Одбрамбене Заједнице (ЕОЗ). Аденауер се дубоко противио „Плевеновом плану”, али је био приморан да га подржи када је постало јасно да је овај план био једини начин да Французи пристану на поновно немачко наоружавање.
Године 1950. избио је велики скандал када се испоставило да је Аденауеров државни секретар, Ханс Глобке, играо главну улогу у изради антисемитских закона у нацистичкој Немачкој. Међутим, Аденауер је одлучио да сачува Глобкеа на месту државног секретара у оквиру своје стратегије интеграције.
Од августа 1950. године, Аденауер је почео да врши притисак на западне савезнике да се ослободе сви ратни злочинци који су били у притвору, а посебно се залагао за оне из Вермахта, говорећи да је поновно наоружање Западне Немачке немогуће уколико они остану у притвору. Аденауер је био противник Нинбершког процеса 1945—46. и након што је постао канцелар затражио је ослобађање „Седморке из Шпандауа”, како су називани седморица ратних злочинаца осуђених у Нирнбергу и затворени у затвору у Шпандауу.
У октобру 1950, Аденауер је примио „Меморандум Химерод” који је био израђен од стране четворице бивших генерала Вермахта у Химерод опатији, а који је тражио слободу за немачке ратне злочинце као цену за понобно немачко наоружавање, укључујући и јавне изјаве савезника да Вермахт није починио никакве ратне злочине у Другом светском рату. Савезници су били спремни да ураде све што је потребно да би добили толико потребно немачко наоружавање, па је у јануару 1951. генерал Двајт Ајзенхауер, командант снага НАТО, издао саопштење којим је рекао да је велика већина Вермахта поступала часно током рата.
Дана 2. јануара 1951. године, Аденауер се састао са америчким високим комесаром Џоном Маклојем, настојећи да га убеди да ће извршавање смртне казне над затвореницима из Ландсберга заувек уништити сваки напор који би омогућио да Савезна Република Немачка одигра своју улогу у Хладном рату. Као одговор на Аденауерове захтеве, као и на притисак немачке јавности, Маклој је 31. јануара 1951. године преиначио смртне казне за већину од 102 људи у Ландсбергу, обешено је само 7 затвореника, док су остали који су били осуђени на смрт поштеђени.
Од 1951. године у Бундестагу су усвојени закони којима је процес денацификације завршен. Денацификација је са гледишта Сједињених Држава био контрапродуктиван и неефикасан процес и нису се буниле њеном окончању. Главна намера Аденауера је била да пребаци фокус владине политике на питање репарација и надокнаду за жртве нацистичке владавине. Званичницима је било дозвољено да се поврате на посао у државној служби, са изузетком људи који су додељени Групи I (главни преступници) и Групи II (преступници) током процеса денацификације.
Савремени критичари оптужују Аденауера да је зацементирао поделу Немачке, да је жртвовао уједињење и опоравак територија изгубљених у западој Пољској у замену да осигура место за Савезну Републику Немачку на Западу. Аденауерова немачка политика је била базирана на Politik der Stärke (Политика снаге), и на „Магнет теорији”, према којој ће просперитетна и демократска Западна Немачка интегрисана са Западом деловати као „магнет” који ће на крају спустити доле источнонемачки режим.
Јосиф Стаљин је 1952. године објавио предлог који је изненадио све на Западу. Он је понудио да се уједине оба немачка ентитета у једну, неутралну државу са сопственом, несврстаном националном војском која би била нека врста тампон зоне између Истока и Запада. Аденауер и његов кабинет су били једногласни у одбијању Стаљиновог предлога. У овоме је добио чак и подршку лидера опозиције, Курта Шумахера. Међутим, Аденауерово одбијање је било у супротности са јавним мњењем; Критичари су га нападали због тога што је пропустио прилику да поновно уједини Немачку. Совјети су након оваквог развоја догађаја послали нову, овога пута љубазнију ноту. Међутим, с обзиром на околности Хладног рата, уједињења Немачке и повратак изгубљених територија на истоку нису били реални циљеви, а између осталог, и сама Стаљинова нота прецизирала је задржавање постојећих „Потсдамских” граница Немачке.
Аденауер је признавао одговорност Немачке према Израелу, као главном представнику јеврејског народа, због Холокауста. Немачка је отпочела преговоре са Израелом за реституцију изгубљене имовине и надокнаду штете жртвама нацистичког прогона. У потписаном споразуму, Немачка је пристала да плати одштету у Израелу. Јевреје је у овим преговорима представљала Јеврејска комисија за потраживања. Немачка се преговорима обавезала да у почетку платили око 3 милијарде марака Израелу и око 450 милиона Јеврејској комисији за потраживања. Будући да је Аденауеру, што се тиче овог споразума, велику опозицију представљала готово читава јавност па чак и његов кабинет, он је био приморан да сагласност за споразум добије у Бундестагу где је рачунао на подршку СПД. Израелско јавно мњење је било подељено по питању прихватања новца, али је на крају Давид Бен-Гурион прихватио да узме новац, за разлику од радикалнијих група, као што је нпр. Иргун, које су биле против овог уговора. Овај уговор је често био навођен као главни разлог за покушаје атентата од стране радикалних јеврејских група на Аденауера.
Дана 27. марта 1952. године, у полицијској управи у Минхену, експлодирао је пакет адресиран на Канцелара Аденауера, убивши једног полицајаца. Истрагом је утврђено да је иза атентата стајао Менахем Бегин који ће касније постати премијер Израела и добитник Нобелове награде за мир. Наиме, Бегин је био бивши командант Иргуна и тада на челу десничарске политичке партије Херут и био је посланик у Кнесету. Његов циљ је био да се изврши притисак на немачку владу и да се на тај начин спречи потписивање споразума о репарацијама између Израела и Западне Немачке, коме се он жестоко противио. Међутим, влада Западне Немачке је задржала све податке о овом догађају у тајности како би се спречили било какви антисемитски одговори од стране немачке јавности.

#### Друга влада
Када је побуна у Источној Немачкој оштро угушена од стране Црвене армије у јуну 1953. године, Аденауер је искористио овај политички тренутак да буде реизабран за канцелара. ЦДУ / ЦСУ коалицији је фалило само једно место за апсолутну већину. Аденауер је тако могао да управља коалицијом са само једном другом партијом, али је добио подршку готово свих странака у Бундестагу које су биле десно у односу СПД. За све своје напоре као лидер Западне Немачке, Аденауер је именован од стране Тајм магазина за Особу године у 1953. Године 1954. добио је награду Карло Велики, награду коју додељује немачки град Ахен за допринос европским идејама, европској сарадњи и европском миру.
Немачки закони о реституцији (Bundesentschädigungsgesetz) усвојени су 1953. године и они су омогућили неким жртвама нацистичког тужилаштва да траже повраћај имовине. Према овим законима, сви они који су патили због „расних, верских или политичких разлога” могли су да траже накнаду, међутим, били су дефинисани на такав начин да су оштро ограничавали број људи који су имали право да наплате накнаду.
У пролеће 1954. године, гласови против Плевеновог плана у француској Народној скупштини су расли. Британски премијер Винстон Черчил рекао је Аденауеру да ће Британија осигурати да се Немачка поново наоружа, без обзира да ли ће Народна скупштина Француске ратификовати споразум о ЕОЗ или не. У августу 1954. године, Плевенов план је дефинитивно пропао када су конзервативци и комунисти у Народној скупштини Француске направили савез да би одбацили споразум о ЕОЗ под образложењем да би немачко наоружавање у било ком облику било неприхватљива опасност за Француску.
Британски министар иностраних послова Ентони Идн искористио је неуспех ЕОЗ и залагао се за формирање Војске Западне Немачке и њено пуноправно чланство у НАТО. Захваљујући делимично и Аденауеровом успеху у обнови западнонемачког имиџа, британски предлог наишао је на велика одобравања. На новонасталој Лондонској конференцији Идн је уз помоћ Аденауера убећивао Французе да ће Британија увек одржавати најмање четири дивизије у Британској војсци Рајне докле год постоји совјетска претња, и да ове војне снаге такође имају задатак да имплицитно спрече сваки немачки реваншизам. Аденауер је затим обећао да Немачка никада неће тражити да има нуклеарно, хемијско и биолошко оружје, као и тешке ратне бродове, стратешке бомбардере, тешку артиљерију. Осим тога, Аденауер је обећао је да ће западнонемачки војници бити под оперативном контролом Генералштаба НАТО, иако би крајња контрола остала под управом владе Западне Немачке; и да изнад свега никада не би повредио стриктно дефанзивну НАТО стратегију тиме што би напао Источну Немачку ради уједињења Немачке.
У мају 1955. Западна Немачка се придружила НАТО, а у новембру је формирана Војска Западне Немачке — Бундесвер. Иако је Аденауер укључио одређене генерале и адмирале Вермахта у Бундесвер, он је видео Бундесвер као нову војску без икаквих веза са прошлошћу и желео је да она буде под цивилном контролом у сваком тренутку.
У новембру 1954. Аденауерово лобирање у корист „Седморице из Шпандауа” коначно је уродило плодом ослобађањем Константина фон Нојрата. Аденауер је честитао Нојрату излазак на слободу. Председник Хојс је отишао још даље говорећи о Нојратовом „мучеништву” у Нирнбергу. Ове изјаве Хојса и Аденауера о Нојратовом пуштању на слободу изазвале су контроверзе широм света. У исто време, напори Аденауера да издејствује слободу за адмирала Карла Деница наишли су на велико противљење британског сталног секретара у Министарству спољних послова, Ивона Киркпатрика, који је тврдио да би Деницово ослобађање нанело штету немачкој демократији. Аденауер је онда отпочео преговоре са Киркпатриком, да ако већ не може да ослободи адмирала Деница, да превремено пусти на слободу адмирала Ериха Редера из здравствених разлога.
Аденауерова достигнућа укључују успостављање стабилне демократије у Западној Немачкој и трајно помирење са Француском, која су свој врхунац достигло потписивањем Јелисејског споразума. Његова политичка посвећеност западним силама остварила је пуну сувереност за Западну Немачку, која је симболично озваничена потписивањем Генералног уговора, иако су остала нека савезничка ограничења у вези са статусом потенцијално уједињене Немачке и ванредног стања у Западној Немачкој. Аденауер је чврсто интегрисао земљу у евроатлантске процесе (НАТО и Организација за европску економску сарадњу). Аденауер је доста заслужан за имплементацију повећаног пензијског система, што је обезбедило просперитет за пензионере. Заједно са својим министром економије и наследником Лудвигом Ерхардом створио је западнонемачки модел „социјалне тржишне привреде” (мешовита економија са капитализмом надограђеним елементима социјалне заштите и католичког социјалног учења) који је омогућио период економског бума који је познат као Wirtschaftswunder („економско чудо”) који је произвео широк просперитет. За време Аденауерове ере дошло је до драматичног пораста животног стандарда просечних Немаца, а просечна зарада се удвостручила у периоду између 1950. и 1963. Овај пораст богатства био је праћен смањењем дужине радног времена од 20% у том истом периоду, заједно са падом незапослености са 8% у 1950. на 0,4% у 1965.
У замену за ослобађање последњих немачких ратних заробљеника 1955. године, Савезна Република Немачка је успоставила дипломатске односе са Совјетским Савезом, али је Аденауер одбио да призна Источну Немачку и прекинуо је дипломатске односе са земљама (нпр. Југославија) које су признале источнонемачки режим.
Године 1956. током Суецке кризе, Аденауер је у потпуности подржао англо-француско-израелски напад на Египат, тврдећи да је Насер про-совјетски човек који треба да се спусти на земљу. Аденауер је остао запрепашћен тиме да су Американци били против напада на Египат, што га је навело да почне да размишља да ће Сједињене Државе и Совјетски Савез „поделити свет” без размишљања о европским интересима.
На врхунцу Суецке кризе Аденауер је посетио Париз с намером да да моралну подршку Француској. Дан пре него је Аденауер стигао у Париз, совјетски премијер Николај Булгањин је послао „Булгањинова писма” лидерима Британије, Француске и Израела у којима је запретио нуклеарним ударима ако се не оконча рат против Египта. Претња од совјетског нуклеарног напада који би могао да уништити Париз у сваком тренутку додатно је унела напетост на самит. Самит у Паризу је додатно ојачао везу између Немачке и Француске, које су сматрале да су у истом положају у свету у коме доминирају Вашингтон и Москва. Као резултат тога, Аденауер је постао заинтересован за француске идеје европске „Треће Силе” у Хладном рату као алтернативу у безбедносној политици Европе. Ово је на крају резултирало формирањем Европске економске заједнице 1957. године, која је требало да буде камен темељац европске „Треће Силе”.
Аденауер је постигао споразум који се тицао његових „нуклеарних амбиција” са Војним комитетом НАТО-а у децембру 1956. године када је утврђено да западнонемачке снаге морају да буду „опремљене за нуклеарни рат”. Констатујући да ће се САД на крају повући из Западне Европе, Аденауер је спровео нуклеарну сарадњу са другим земљама. Француска влада је тада предложила да Француска, Западна Немачка и Италија заједнички развијају и производе нуклеарно оружје, а споразум је потписан у априлу 1958. године. Са доласком Шарла де Гола на власт у Француској, договор је на неодређено време одложен. Међутим, за овај пројекат није било подршке јавности, а и временом су се Аденауерове нуклеарне тежње стишале.

#### Трећа влада
Године 1957. успео је да реинтегрише Сарланд у Западну Немачку. На изборима 1957. суштинска су била национална питања. Његова кампања за још један мандат одвила се под слоганом „Без експеримената”. На таласу популарности који је настао због повратка последњих ратних заробљеника из совјетских радних логора, као и због опсежних реформи пензионог система, Аденауер је водио коалицију ЦДУ / ЦСУ до прве, и до 2015. године једине, апсолутне победе на немачким изборима. Године 1957. Савезна Република Немачка је потписала Римске уговоре и постала је један од оснивача Европске економске заједнице. У септембру 1958. године, Аденауер се први пут сусрео са председником Француске Шарлом де Голом, са којим ће касније постати близак пријатељ и савезник у остваривању француско-немачког зближавања.
Дана 27. новембра 1958. године избила је нова Берлинска криза када је Никита Хрушчов упутио ултиматум са роком од шест месеци Вашингтону, Лондону и Паризу, где је тражио да Савезници повуку све своје снаге из Западног Берлина и да се сложе да Западни Берлин постане „слободан град”, или ће он у супротном потписати сепаратни мир са Источном Немачком. Аденауер је био против било каквих преговора са Совјетима, тврдећи да Запад треба само да издржи довољно дуго и да ће Хрушчов први попустити. Будући да је рок ултиматума био 27. мај и да се тај датум ближио, кризу је отклонио британски премијер Харолд Макмилан који је посетио Москву и састао се са Хрушчовим успевши да продужи рок. Аденауер је сматрао да је Макмилан бескичмени „помиритељ” који је направио тајни договор са Хрушчовим на штету Савезне Републике Немачке.
До почетка 1959. године Аденауер се поново нашао под обновљеним притиском од стране западних савезника (понајвише Американаца) да призна Одра-Ниса линију. Аденауер је дао „експлицитно и безусловно одобрење” идеји о пактовима о ненападању крајем јануара 1959. године, што је практично значило признавање линије Одра-Ниса, јер Немачка фактички није могла да поврати изгубљене територије, а да не користи силу. Након што су Аденауерове намере да потпише пакт о ненападању са Пољском и Чехословачком постале јасне, лоби Немаца који су били прогнани након Другог светског рата кренуо је у акцију организовања протеста широм Савезне Републике Немачке и бомбардовања Аденауерових канцеларија и читавог његовог кабинета хиљадама писмима, телеграмима и телефонским позивима, обећавајући да никад више неће гласати за ЦДУ ако Аденауер потпише ове пактове. Суочен са овим притиском, Аденауер је одмах попустио.
Крајем 1959. године избио је велики скандал када се испоставило да је Теодор Оберландер, министар за избеглице од 1953. године и један од најмоћнијих лидера лобија избеглица, починио ратне злочине против Јевреја и Пољака током Другог светског рата. Међутим, упркос његовој прошлости, 10. децембра 1959. године објављена је изјава у штампи да „Др Оберландер има пуно поверење Аденауеровог кабинета”. Ипак, други чланови Демохришћанске уније су јасно ставили до знања Аденауеру да они желе да Оберландер оде, и коначно у мају 1960. Оберландер је опозван.

#### Четврта влада
Године 1961. Аденауер је имао велике бриге око статуса Берлина јер су Совјети и Источни Немци изградили Берлински зид. Имао је такође доста неповерења и у новог америчког председника, Џона Кенедија. Он је сумњао у став Кенедија о Берлину као слободном граду и уједињењу Немачке. Такође, сматрао га је веома наивним и недисциплинованим. Са своје стране, Кенеди је мислио да је Аденауер оличење прошлости. Њихов напети односи ометали су ефикасну акцију Запада у Берлину током 1961. године.
Изградња Берлинског зида у августу 1961. године и затварање граница од стране Источне Немачке је дало слику да је влада Аденауера веома слаба. Аденауер је ипак одлучио да настави са кампањом, и направио је катастрофално лошу процену у говору 14. августа 1961. године у Регенсбургу, када се упустио у лични напад на СПД градоначелника Западног Берлина, Вилија Бранта. После неуспеха у покушају да задржи већину на општим изборима 17. септембра, ЦДУ / ЦСУ је поново морао да укључи ФДП у коалициону владу. Аденауер је био приморан и да направи два уступка: да напусти позицију канцелара пре краја новог мандата, његовог четвртог, као и да замени министра иностраних послова.
Током задњег мандата Аденауер је дошао у сукоб са министром економије Лудвигом Ерхардом по питању немачког интегрисања према Западу. Ерхард се залагао да се са Британијом створи трансатлантска зона слободне трговине, док је Аденауер био за јачање веза између шест земаља оснивача ЕЕЗ — Западне Немачке, Француске, Холандије, Белгије, Луксембурга и Италије. Са његове тачке гледишта, Хладни рат је значио да је НАТО савез са Сједињеним Државама и Великом Британијом од суштинског значаја, али да не може бити дубље интеграције у трансатлантску заједницу изван постојећих војних веза, јер би то довело до „мешања” различитих културних система који би били осуђени на пропаст. Иако је Аденауер покушао да придружи Британију Европској заједници за угаљ и челик 1951—52, од раних 1960-их Аденауер је почео да дели мишљење генерала де Гола да Британија једноставно не припада Европској заједници.
У октобру 1962, избио је скандал када је полиција ухапсила пет новинара листа Дер Шпигел, оптужујући их за шпијунажу због објављивања дописа са детаљним слабостима у западнонемачким оружаним снагама. Аденауер није покренуо хапшења, али је у почетку бранио особу одговорну за хапшења, министра одбране Франца Јозефа Штрауса. Након јавног беса и тешких протеста коалиционе партије ФДП, Аденауер је разрешио Штрауса, али је углед Аденауера и његове партије већ претрпео штету.
Аденауер је успео да остане на функцији још скоро годину дана, али је скандал повећао притисак на њега да испуни своје обећање и да поднесе оставку пре истека мандата. Аденауер такође није био у добрим односима последњих година са својим министром економије Лудвигом Ерхардом и покушао је да га блокира у намери да постане нови канцелар. У јануару 1963. године, Аденауер је приватно подржао вето де Гола на британски покушај да се прикључе Европској економској заједници, а био је спречен да отворено да подршку само потребом да се очува јединство у његовом кабинету, јер је већина његових министара на челу са Лудвигом Ерхардом подржала захтев Британије.
Конрад Аденауер није успео у својим напорима да блокира Лудвига Ерхарда да постане његов наследник, и у октобру 1963. он је функцију канцелара предао Ерхарду. Остао је председник ЦДУ све до децембра 1966. године када је поднео оставку.
Аденауер је осигурао истински слободно и демократско друштво и поставио темеље за Немачку да она опет уђе у заједницу народа и да се развија као поуздан члан западног света. Може се рећи да је због Аденауерове политике и касније уједињење обе Немачке било могуће; и уједињена Немачка је остала чврст партнер Европске уније и НАТО. Британски историчар Фредерик Тејлор тврди да је Савезна Република Немачка под Аденауером задржала многе од карактеристика ауторитарне државе каква је била за време Вајмарске Републике и да је Аденауерова ера по много чему била прелазни период из ауторитарности, каква је била Немачка у првој половини 20. века, на више демократске вредности које су карактерисале западни део Немачке у другој половини 20. века.

### Смрт и наслеђе
Аденауер је умро 19. априла 1967. у својој породичној кући у Бад Хонефу. Према његовој ћерки, његове последње речи су биле „Da jitt et nix zo kriesche!” („Не постоји ништа због чега бих жалио!”) Државној сахрани Конрада Аденауера у Келнској катедрали је присуствовао велики број светских лидера, међу њима амерички председник Линдон Џонсон , Шарл де Гол и Хајнрих Либке. Након мисе и богослужења, његови посмртни остаци су бродом Кондор пренети узводно Рајном до Бад Хонефа, у пратњи два торпедна брода Немачке морнарице типа Јагуар. Све време пратње, на обалама Рајне је стајало хиљаде људи који су у тишини одали последњу почаст Конраду Аденауеру. Сахрањен је на гробљу Waldfriedhof у Бад Хонефу.
Када су, 1967. године, након његове смрти у 91. години, Немци упитани шта је то чему се највише диве Аденауеру, већина је одговорила да је то што је довео кући последње немачке ратне заробљенике из СССР.
Године 2003. Аденауер је проглашен за „највећег Немца свих времена” у такмичењу под називом Unsere Besten, а које је урећивао немачки јавни сервис „ZDF” и где је гласало више од три милиона људи.

## Одликовања
| Тип ордена | Држава                  | Име ордена                                    | Опис |
| ---------- | ----------------------- | --------------------------------------------- | --- |
|            | Западна Немачка         | Орден за заслуге Савезне Републике Немачке    | Додељен 1954. године и то највиша, Специјална класа овог ордена. |
|            | Прусија                 | Орден Црвеног Орла                            | Четврта класа ордена додељена 1918. године. |
|            | Баварска                | Баварски Орден заслуга                        | Додељен 1958. године као „признање за изузетан допринос Слободној Држави Баварској и баварском народу”. |
|            | Света столица - Ватикан | Врховни Орден Христа                          | Врховни орден Христа је највиши ред витештва који додељује папа. Аденауер је овим орденом одликован септембра 1963. године. |
|            | Света столица - Ватикан | Велики крст Реда Светог Гроба у Јерусалиму    | Додељен 1964. године. |
|            | Француска               | Национални Орден Легије части                 | Аденауер је 1962. године награђен Великим крстом Националног Ордена Легије части (други степен овог ордена) као признање за војне и цивилне заслуге. |
|            | Шпанија                 | Орден Изабела Католичка                       | Аденауер је 1967. године награђен Великим крстом Ордена Изабела Католичка (други степен овог ордена). |
|            | Аустрија                | Орден части за заслуге Републике Аустрије     | Аденауер је 1927. године награђен Великим крстом Ордена части за заслуге Републике Аустрије (трећи степен овог ордена), а овај орден је подељен у 15 степена и представља највише одликовање Републике Аустрије. |
|            | Аустрија                | Орден части за заслуге Републике Аустрије     | Аденауер је 1956. године награђен Великим златним крстом са крилима Ордена части за заслуге Републике Аустрије (други степен овог ордена), а овај орден је подељен у 15 степена и представља највише одликовање Републике Аустрије. |
|            | Италија                 | Орден за заслуге Републике Италије            | Аденауер је 1953. године награђен Великим крстом Ордена за заслуге Републике Италије (највиши степен овог ордена). Ово је највише одликовање Републике Италије и додељује се за „заслуге нацији” у области књижевности, уметности, економије, јавној служби и друштвеним, филантропским и хуманитарним активностима и за дуге значајне службе у цивилним и војним областима. |
|            | Уједињено Краљевство    | Орден Светог Михаила и Светог Ђорђа           | Аденауер је 1956. године награђен Великим крстом Ордена Светог Михаила и Светог Ђорђа (највиши степен овог ордена). |
|            | Холандија               | Орден Холандског Лава                         | Додељен 1960. године. Ово је други по важности холандски орден и додељује се истакнутим појединцима из свих сфера живота, укључујући и генерале, министре круне, градоначелнике великих градова, професоре и водеће научнике, индустријалце, високе државне службенике... |
|            | Бразил                  | Орден Јужног Крста                            | Додељен 1953. године. |
|            | Аргентина               | Орден Ослободиоца Генерала Сан Мартина        | Ово је највеће одликовање Републике Аргентине а Аденауер је награђен Великим крстом овог ордена (други степен). |
|            | Перу                    | Орден Сунца                                   | Додељен Аденауеру 1953. године. Овај орден представља највеће одликовање народа Перуа за цивилне и војне заслуге. |
|            | Боливија                | Орден Кондора Анда                            | Додељен 1955. године а додељује се за цивилне и војне заслуге. |
|            | Јапан                   | Орден Излазећег Сунца                         | Додељен 1960. године „због његове дугогодишње посвећености разумевању јапанско-немачког пријатељства, као и за мир и просперитет у свету”. |
|            | Јапан                   | Орден Излазећег Сунца са цветовима Пауловније | Додељен 1963. године. |